# Singida Urban (huyện)
Singida Urban là một huyện thuộc vùng Singida, Tanzania. Thủ phủ của huyện Singida Urban đóng tại Singida. Huyện Singida Urban có diện tích 657 ki lô mét vuông. Đến thời điểm điều tra dân số ngày 25 tháng 8 năm 2002, huyện Singida Urban có dân số 114853 người.